# سد جین پینگ-دوم
سد جین پینگ-دوم (به لاتین: Jinping-II Dam) یک نیروگاه برقابی در چین است که در Yanyuan County and Muli Tibetan Autonomous County, Sichuan, China واقع شده‌است.